# Gemarkung Baiergrün
Die Gemarkung Baiergrün liegt vollständig auf dem Gemeindegebiet der Stadt Helmbrechts im Landkreis Hof (Oberfranken, Bayern).

## Geografie
Die Gemarkung hat eine Fläche von 7,062 km² und ist in 757 Flurstücke aufgeteilt, die eine durchschnittliche Fläche von 9329,41 m² haben. In ihr liegen die Gemeindeteile Baiergrün, Einzigenhöfen, Hopfenmühle, Rauhenberg und Suttenbach.

### Benachbarte Gemarkungen
Die Nachbargemarkungen sind:
| - Gemarkung Döbra - Gemarkung Kleinschwarzenbach - Gemarkung Oberweißenbach | - Gemarkung Volkmannsgrün - Gemarkung Windischengrün |